# Clara Ward
Clara Mae Ward (21 de abril de 1924 - 16 de janeiro de 1973) foi uma cantora gospel americana que alcançou grande sucesso artístico e comercial durante as décadas de 1940 e 1950, como líder dos Famous Ward Singers. Cantora e arranjadora talentosa, Ward adotou o estilo de troca de solo, anteriormente usado principalmente por quartetos gospel masculinos, criando oportunidades para improvisação espontânea e vamping por cada membro do grupo, ao mesmo tempo que dava a cantores virtuosos como Marion Williams a oportunidade de interpretar o solo. vocal em canções como "Surely, God Is Able" (entre os primeiros sucessos gospel que venderam um milhão), "How I Got Over" e "Packin' Up".

## Carreira
A mãe de Ward, Gertrude Mae Ward (nascida Murphy; 1901–1981), fundou os Ward Singers em 1931 como um grupo familiar, então chamado, variadamente, de Consecrated Gospel Singers ou Ward Trio, composto por ela mesma, sua filha mais nova, Clara, e sua filha mais velha, Willarene Mae ("Willa", 1920-2012). Ward gravou sua primeira música solo em 1940 e continuou acompanhando o Ward Gospel Trio desde então.

### 1931–1952: The Ward Singers
Os Ward Singers começaram uma turnê nacional em 1943, após uma aparição memorável na Convenção Batista Nacional realizada na Filadélfia, Pensilvânia, no início daquele ano. Henrietta Waddy se juntou ao grupo em 1947. O estilo de atuação do grupo, como a mímica de fazer malas como parte da música "Packin' Up", condenada por alguns puristas da música gospel como "palhaçada", era muito popular entre seu público.
A adição de Marion Williams trouxe ao grupo uma cantora poderosa com um alcance sobrenaturalmente amplo, capaz de alcançar os registros mais altos da faixa soprano sem perder a pureza ou o volume, com a capacidade adicional de descer "notas graves rosnantes" no estilo de um pregador rural. O estilo de canto de Williams ajudou a tornar o grupo popular nacionalmente quando começaram a gravar em 1948.
Em 1949, os Ward Singers viajaram da Filadélfia à Califórnia em seu novo Cadillac, apareceram em programas de televisão nacionais e gravaram para a Miltone Record Company de Los Angeles. As gravações de Miltone foram adquiridas em um pacote multiartista pela Gotham Record Company, que se mudou para a Filadélfia. Irv Ballen de Gotham gravou algum material novo de Ward, incluindo "Surely God Is Able", e algumas das gravações de Gotham dos Ward Singers foram transferidas para a Savoy Record Company em Newark, Nova Jersey, para resolver uma disputa contratual. Quando Savoy começou a contratar os Ward Singers para novas gravações na década de 1950, elas foram gravadas e projetadas principalmente em Bergen County, Nova Jersey, por Rudy Van Gelder.
Em 1950, Clara Ward e os Ward Singers of Philadelphia fizeram sua primeira aparição no Carnegie Hall em um programa gospel intitulado Negro Music Festival, produzido pelo pioneiro da música gospel, Joe Bostic, dividindo o palco com Mahalia Jackson, aparecendo no famoso local do programa de Bostic. em 1952 também.
Gertrude Ward criou uma agência de reservas para apresentações gospel, patrocinou passeios sob o nome "the Ward Gospel Cavalcade", estabeleceu uma editora de música gospel e escreveu um manual de instruções para igrejas, detalhando como promover programas gospel. Gertrude criou e administrou um segundo grupo, "as Clara Ward Specials", para acompanhar os Ward Singers. Embora como diretora musical da franquia Ward, Clara estivesse disposta a dividir os holofotes com seus talentosos co-cantores, ela e sua mãe também estavam reticentes em compartilhar as recompensas financeiras do grupo com outros membros.
De acordo com a biografia de Clara Ward escrita por Willa Ward, com exceção de Gertrude e Clara, Willa e outros membros do grupo eram extremamente mal pagos. Além disso, os seus escassos rendimentos foram ainda mais reduzidos, pois Gertrude e Clara forneciam alojamento ao grupo e cobravam-lhes por isso. Conseqüentemente, estrelas como Marion Williams e Frances Steadman não apenas tiveram que aceitar uma segunda cobrança e salários menores por seu trabalho, mas também pagar aos seus empregadores um aluguel com base em seus ganhos.
Williams deixou o grupo em 1958, quando seu pedido de aumento e reembolso de despesas de hotel foi rejeitado. Ela foi seguida logo em seguida pelo resto do grupo - Henrietta Waddy, Esther Ford, Frances Steadman e Kitty Parham - que formaram um novo grupo, "the Stars of Faith". Sua saída marcou o fim dos dias de glória para os Ward Singers, que mais tarde alienaram grande parte de seu público frequentador da igreja ao se apresentarem em Las Vegas, boates e outros locais seculares na década de 1960. Nessa época, a cantora gospel Albertina Walker formou seu grupo, os Caravans, em 1952, seguindo o conselho de sua mentora Mahalia Jackson, e seu grupo começou a crescer em popularidade.
Em 1963 Clara Ward foi a segunda cantora gospel a cantar canções gospel na Broadway na peça Tambourines to Glory de Langston Hughes(o primeiro sendo seus ex-membros do grupo conhecidos como Stars of Faith que estrelou Langston Hughes no primeiro filme Gospel peça de teatro e primeira peça com um elenco totalmente negro a ser produzida na Broadway, The Black Nativity.) Ela também foi a diretora musical da peça.

### 1953–1972: The Clara Ward Singers
Ward foi o primeiro cantor gospel a cantar com uma orquestra sinfônica de 100 integrantes na década de 1960. As Clara Ward Singers gravaram um álbum juntos pelo selo Verve, V-5019, The Heart, the Faith, the Soul of Clara Ward, e os Ward Singers tocaram suas músicas ao vivo na Filadélfia com a Sinfonia da cidade e o Golden Voices Ensemble. Ward fez backing vocal para artistas pop com o grupo de fundo de sua irmã Willa, principalmente no hit de Dee Dee Sharp, "Mashed Potato Time", que alcançou o segundo lugar na Billboard Hot 100 em 1962.
Em 1969, Ward gravou um álbum para a Capitol Records, Soul and Inspiration, composto por canções pop de peças da Broadway, filmes de Hollywood e a canção de esperança de Jimmy Radcliffe "If You Wanna Change the World". O álbum foi posteriormente relançado pelo selo Pickwick, do orçamento da Capitol, menos uma faixa. No mesmo ano, ela gravou um álbum em Copenhague, Dinamarca, pelo selo Philips, Walk A Mile In My Shoes, que incluía a música pop título, outras músicas pop (como "California Dreaming") e algumas músicas gospel.
Ward também gravou um álbum para a MGM/Verve, Hang Your Tears Out To Dry, que incluía country e western, blues/folk, pop e um arranjo do hit dos Beatles, "Help". Seu álbum de 1972, "Uplifting on United Artists", produzido por Nikolas Venet e Sam Alexander, incluiu uma interpretação do hit pop de Bill Wither "Lean On Me" e um rearranjo da gravação de 1950 do Soul Stirrer de "Thank You, Jesus". Também em 1972, Ward, por ter contrato exclusivo com a United Artists na época, forneceu os vocais para o álbum The New Age do Canned Heat, na balada "Lookin' For My Rainbow"; foi lançado naquele álbum e como um single de 45 rpm.
Em 1968, as Clara Ward Singers viajaram pelo Vietnã a pedido do Departamento de Estado dos EUA e da U.S.O. Foi uma turnê popular durante a guerra, apoiada por transmissões de rádio gravadas dos Ward Singers na Rádio das Forças Armadas dos EUA. Os Ward Singers perderam a morte por pouco quando seu hotel no Vietnã foi bombardeado e vários hóspedes morreram. Ward foi convidado a voltar ao Vietnã pela U.S.O. em 1969 por mais alguns meses. Essas viagens durante a guerra foram filmadas e todos os Ward Singers receberam certificados especiais de reconhecimento do Exército dos EUA.
Ward co-estrelou o filme de Hollywood A Time to Sing, estrelado por Hank Williams Jr. e Shelley Fabares, Ed Begley. Ela foi escalada como garçonete em uma cafeteria de Nashville que inspira um jovem cantor, interpretado por Williams, a perseguir seu sonho de se tornar um artista country. Há também várias cenas dos cantores Clara Ward cantando músicas gospel no filme. Este filme foi lançado pela MGM em 1968 e a foto de Clara aparece em cartões de lobby e outros anúncios de filmes.
Outras aparições em filmes incluem It's Your Thing, estrelado pelos Isley Brothers, e Spree, também conhecido como Night Time In Las Vegas. As Clara Ward Singers viajaram pela Austrália, Japão, Europa, Indonésia e Tailândia durante o final da década de 1960 até o início da década de 1970. Eles tiveram um especial de TV de um dia em Londres, Inglaterra. Eles eram constantemente procurados em programas de televisão americanos e apareceram no The Mike Douglas Show mais de uma dúzia de vezes. Eles apareceram no especial de TV Country Roads de Oral Roberts, mais tarde lançado como trilha sonora. Clara continuou a se apresentar na igreja de sua mãe, o Templo Milagroso da Fé para Todas as Pessoas em Los Angeles, Califórnia, bem como na Igreja Batista Victory. Sua mãe, Gertrude Ward, também tinha um programa de rádio religioso popular no mercado de Los Angeles.

## Vida, morte e legado
Ward desmaiou enquanto se apresentava no Castaways Lounge em Miami Beach, Flórida, em maio de 1966. Ward sofreu uma série de derrames antes de sua morte. A primeira ocorreu em agosto de 1967 e foi listada como “massiva”. Seguiram-se mais dois derrames: um listado como "menor" durante uma sessão de gravação em sua casa em dezembro de 1972; outro em 9 de janeiro de 1973, que deixou Ward em coma.
Em janeiro de 1972, Ward cantou no funeral da cantora gospel Mahalia Jackson, a quem tinha grande estima.
Ward morreu em 16 de janeiro de 1973, aos 48 anos, em consequência de um derrame. Aretha Franklin e o Rev. C. L. Franklin cantaram em seu funeral na Filadélfia; Marion Williams cantou em seu segundo serviço memorial realizado dias depois em Los Angeles.
Clara Ward está enterrada no cemitério Forest Lawn Memorial Park em Glendale, Califórnia.
Em 1977, Ward foi homenageada postumamente no Songwriters Hall of Fame na cidade de Nova York e sua irmã sobrevivente, Willa, recebeu o prêmio em sua homenagem.
Em julho de 1998, em reconhecimento ao seu status, o Serviço Postal dos Estados Unidos emitiu um selo de 32 centavos com sua imagem. O selo ainda pode ser adquirido com CD e selos de outros cantores gospel online.